# 村上義弘 (武将)
村上 義弘（むらかみ よしひろ、生年不詳 - 1374年?）は、実在が疑われている日本の南北朝時代の武将。
能島村上水軍の祖という説もある。伊予（現在の愛媛県）の新居大島を本拠とし、海賊大将とよばれた。元弘の乱では瀬戸内海で北条時直の水軍を破り、その後も南朝方として活躍したという。その後本拠を伊予大島に移した。能島は伊予大島と伯方島の間にある。
また、古式泳法の「海賊流」を創設し、後に「能島流」として名井氏・多田氏に伝わったといわれている。
高龍寺（愛媛県今治市吉海町：伊予大島）は、義弘の菩提寺である。
大正8年（1919年）、正五位を追贈された。

## 関連書籍
- 小説「征西府秘帖―村上義弘と南海水軍王国」（学習研究社、1995、森本繁）